# Multitudes
Multitudes est une revue politique, culturelle et artistique, fondée en 2000 par Yann Moulier-Boutang, codirecteur de la rédaction. Elle est conçue, animée et réalisée par le collectif de l'association Multitudes, en coédition avec Inculte ; elle est diffusée par Actes Sud.

## Ligne éditoriale
Créée en 2000, la revue se positionne sur le terrain d'une gauche critique. Les thèmes abordés par la revue se situent ainsi dans une certaine filiation des travaux d'Antonio Negri et Michael Hardt et de leur livre Empire. L'un comme l'autre tentent de faire converger la pensée philosophique et politique de l'opéraïsme italien et la pensée française radicale des années 1970 (Michel Foucault, Gilles Deleuze et Félix Guattari). La revue Multitudes met à disposition sur son site internet des textes de référence.
Multitudes veut associer la réflexion intellectuelle à l’attention aux formes les plus contemporaines des mouvements sociaux. Elle analyse les mobilisations idéologiques, les pratiques de la création, et les usages des technologies numériques. Elle articule des interrogations d’ordres philosophique, anthropologique, écologique, sociologique et économique sur les transformations du monde. Elle indique chercher une synthèse du meilleur de l’université, de la recherche, des arts, de la sensibilité des essayistes et de la passion de l’engagement. 
La revue participe aux forums sociaux, notamment le Forum social européen de Paris, et se veut partie prenante du mouvement altermondialiste.

## Informations pratiques
Revue trimestrielle, Multitudes met l'intégralité de ses textes en ligne, hormis les quatre derniers numéros. On trouve également sur le site les archives des revues Futur antérieur et Alice, ainsi que quelques textes issus des mouvements autonomes italien et français aujourd'hui introuvables (Negri, Tronti, Berardi, etc.).
Les articles de la revue sont consultables sur le site Cairn pour les lecteurs des institutions abonnées aux bouquets des revues francophones avec un accès pay per view d'articles téléchargeables pour les derniers numéros. L'intégralité des numéros sont également téléchargeables sur le site Scopalto.
La revue fonctionne en réseau avec un comité de rédaction, un comité de lecture et un conseil éditorial international. Une liste de débat Multitudes-info est accessible à partir de son site.